# Río Sucio (El Salvador)
El río Sucio  es un corto río de El Salvador que discurre por los departamentos de La Libertad y San Salvador. Es un afluente del río Lempa. El río tiene una longitud de 60 km y una cuenca de 1446 km². La profundidad del río puede alcanzar los 3 metros.
El río Sucio nace en la zona de Zapotitán, situada en el planalto occidental, entre el volcán de San Salvador y la laguna de Coatepeque. Discurre en dirección este-noreste hasta desembocar en el río Lempa a 10 km aguas arriba del embalse de la central hidroeléctrica Cerrón Grande. La cuenca del río incluye partes de los municipios Armenia, Ciudad Arce, Colón, El Congo, Jayaque, Sacacoyo, San Juan Opico, San Matías, Quezaltepeque, San Pablo Tacachico, Talnique, Tepecoyo, Nueva San Salvador y Coatepeque. El río ha sido contaminado por empresas que se ubican en la zona franca de San Juan Opico, comunidades y agricultura. Aunque tiene zonas contaminadas la mayoría tiene nacimientos de agua subterránea que lo alimentan y limpian. Es muy aprovechado para ganadería y agricultura, centrales hidroeléctricas, pesca y turismo. Es un hermoso río en verano pero en invierno se convierte en un peligro para las comunidades cercanas. 